# Herèon d'Argos

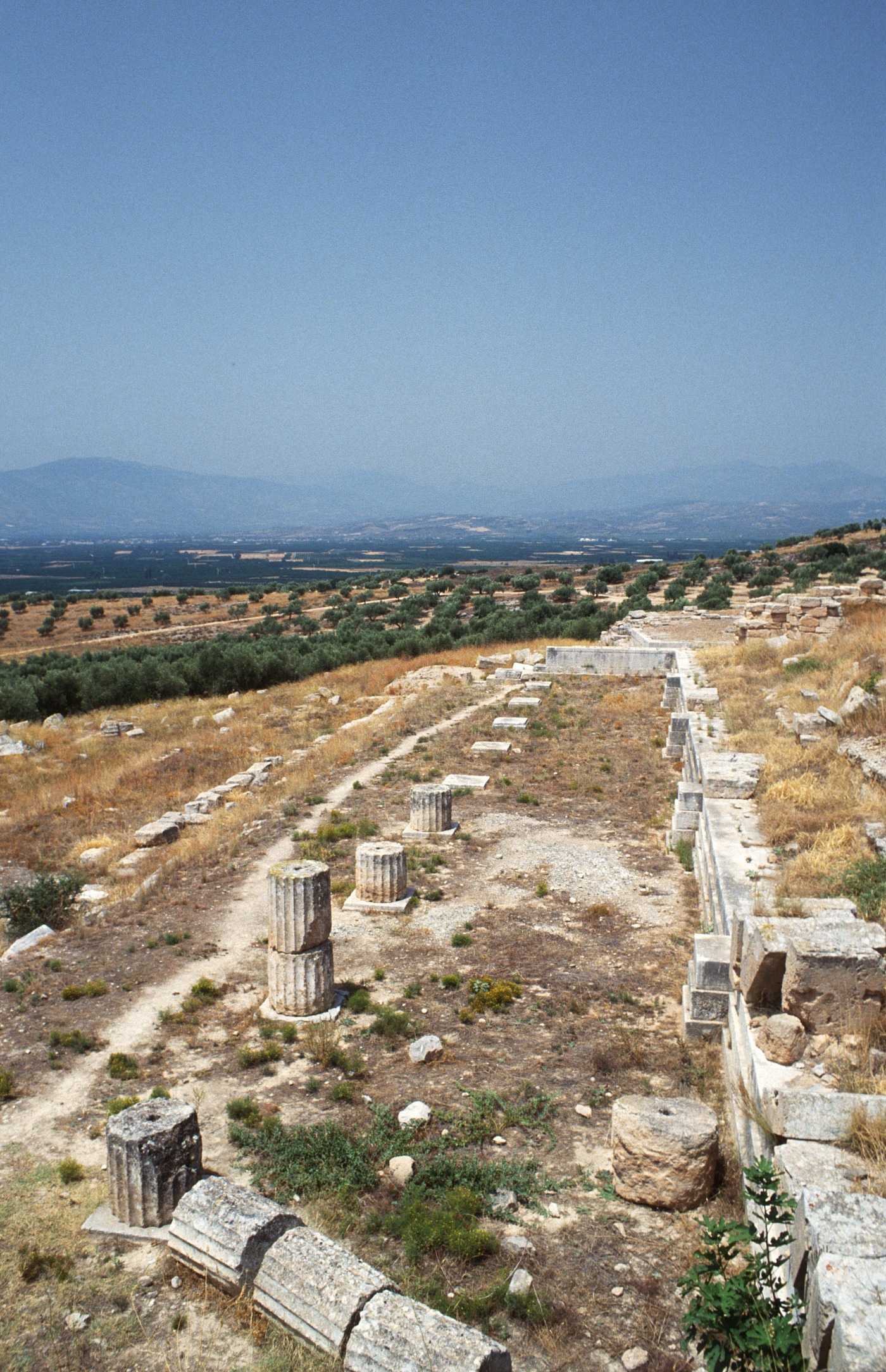
Herèon d'Argos

L'Herèon d'Argos era el temple principal del santuari de l'Argòlida dedicat a Hera, l'epítet de la qual, «Hera Argeia", resulta conegut per als lectors d'Homer. La mateixa Hera afirmava ser protectora d'Argos, on se'n guarda el record en una representació arcaica i anicònica de la Gran Dea en un pilar. El lloc, que podria ser el punt d'origen del culte a Hera en la Grècia peninsular, es troba entre Argos i Micenes, dues importants ciutats micèniques. El viatger Pausànies, que visità el lloc al s. II, es refereix a la regió com Prosimna. Segons Pausànies, Prosimna, Eubea i Acrea, les tres filles del riu Asterió, foren les nodrisses d'Hera.
El centre del santuari era el temple, projectat, realitzat i realçat per la disposició del terreny en terrasses.
El temple s'alça al vessant de la muntanya d'Acrea, al cim de la qual han aparegut les restes de l'acròpoli micènica de Prosimna, i era la més important de la zona. L'elecció d'aquest lloc pogué deure's a: 
- El poder polític argiu depenia del control de la plana, i la posició prominent de l'Herèon seria un símbol ostentós de la seua autoritat.
- També podria estar condicionada per les restes d'un assentament que data del període geomètric.

El període de més expansió constructiva de l'Herèon d'Argos fou el s. V ae, i continuà funcionant com a lloc de culte fins a l'època romana, com es dedueix de la descripció que feu Pausànies del santuari.

## Origen
Segons una llegenda replegada per Dictus de Creta, Agamèmnon fou triat a l'Herèon per liderar els argius contra Troia. Les muralles i els primers descobriments del lloc daten del període geomètric, durant el qual es creà la Ilíada. Un assentament hel·làdic precedí la construcció del santuari.

## El temple arcaic
El tèmenos s'estén al llarg de tres terrasses esglaonades artificialment, al peu de la muntanya sobre un indret amb una vista imponent de la plana argiva fins a Argos. El temple arcaic (s. VII ae) s'alçava damunt la terrassa més alta i un incendi l'arrasà al 423 ae. Un altar a l'aire lliure s'erigia també al nivell superior. En l'altar, segons Pausànies, estaven esculpides les noces d'Hebe i Hèracles.
Fou un dels primers temples amb columnes de Grècia, la qual cosa remarca el paper prominent d'una ciutat com Argos o Corint en la trajectòria de l'arquitectura grega.
L'interior de tova del temple arcaic no es conserva, però sí que en resta part del sòcol de calcària, amb les marques corresponents a les columnes de fusta. Les teules, d'argila segons alguns, es posaren ja a la teulada originària o s'hi col·locaren en reparar-lo després.

## El temple nou
La famosa escultura criselefantina d'Hera d'ivori i bronze xapada d'or, realitzada per Policlet, s'alça a la cela del temple nou, construït per l'arquitecte argiu Eupòlem després de l'incendi. El temple s'incendià quan la llàntia de la sacerdotessa d'Hera, Críside (la qual dormia dins del temple), prengué accidentalment les cintes penjades pels devots de la dea en l'estàtua. Tucídides relata el disgust i la reacció de Críside:
| « | Críside fugí immediatamente aquella nit, a Fliunt, per por dels argius... Aquests nomenaren Faínide sacerdotessa. Quan en fugí Críside, havia viscut vuit anys i mig (com a sacerdotessa) d'aquesta guerra [la del Peloponès]. | » |

Eupolem (c. 420-410 ae) reconstruí el temple en la segona terrassa, en la intermèdia, i se'n desconeix el motiu.
N'hi hagué altres estructures, una de les quals fou el primer exemple d'un edifici amb un pati peristilar, de 6 per 16 columnes, obert, envoltat per dues estoes. El nivell inferior conserva les restes d'una estoa, aixecada sobre uns fonaments de pedra calcària de 39,5 × 20 m. Els antics murs de contenció sostenen els nivells esglaonats plans. A la banda de l'est es construí una rampa d'accés. En aquest temple les teules, els frontons i les mètopes eren de marbre. S'utilitzà pedra local per a les escalinates i la base del temple, i pedra de Poros per a l'estructura.
Pausànies informa que n'hi havia escultures del naixement de Zeus, una Gigantomàquia, i de la Guerra i la presa de Troia. Segons el geògraf grec, al prónaos es podien veure estàtues de les Càrites, de sacerdotesses d'Hera i d'Orestes. Esmenta, també, una ofrena votiva de Menelau: un escut que li arrabassà a Euforb a Troia. Algunes escultures s'exhibeixen al Museu Arqueològic Nacional d'Atenes.

## Troballes arqueològiques
Prop de l'Herèon, Carl Blegen excavà un cementeri micènic que semblava ser el lloc d'un culte anterior, del període geomètric. Al cim del pujol queden vestigis de cases prehistòriques. Durant l'època romana, s'hi afegiren banys i una palestra, prop de l'indret.
El 1831, l'oficial britànic Thomas Gordon fou la primera persona a identificar el lloc i en dirigí algunes excavacions inconnexes (1836). Heinrich Schliemann estudià breument el lloc el 1874, sota els auspicis de l'Archaeological Institute of America; escollí l'Herèon argiu durant la seua primera campanya d'excavacions a Grècia, sota la direcció de Charles Waldstein. Aquest hi descobrí peces de ferro (obeloi) unides en un farcell de 180 peces amb una sòlida barra de ferro del mateix pes que les monedes i amb la mateixa longitud (uns 120 centímetres), objectes votius que servien d'estàndards de pes i mesura, introduïts per Fidó d'Argos, que consagrà en l'Herèon les peces (obeloi) que s'utilitzaven com a eines de bescanvi. Aquesta ofrena de l'instrument per mesurar el valor usat fins llavors suposà la revolucionària introducció del nou sistema de moneda al Peloponès, sistema anomenat «eginètic», que hi funcionà fins que l'auge d'Atenes feu adoptar el sistema atenès. Segons Livi Catul Stecchini, «els òbols de l'Herèon són esmentats pel filòsof Heràclides Pòntic en el seu treball Etimologies per explicar l'origen del nom de la unitat monetària òbol, que equival a 1/6 de la dracma».
Malgrat l'atribució a Fidó del sistema de pesos i mesures del Peloponés, i que fou el primer dirigent grec que manà encunyar moneda, si la creació del sistema tingué un origen argiu succeiria en l'època en què Argos era la ciutat més important del Peloponés, potser cap al 668 ae, quan en el període comprés entre les dues guerres messèniques Argos vencé els espartans a Hisies.